# Berganger
Berganger ist ein Gemeindeteil der Gemeinde Baiern im Landkreis Ebersberg im Regierungsbezirk Oberbayern.

## Geographie
Das Kirchdorf liegt zwischen Glonn und Hohenthann und ist über die Staatsstraße 2079 zu erreichen. Es ist der zweitgrößte Ort in der Gemeinde nach Antholing. 

## Geschichte
Bereits 776/778 wird eine neuerbaute Kirche in „Perhhanga“ (Berganger, ursprünglich Birkenanger) dem Bischof Aribo von Freising übereignet. Wohl weil die Kirche zu klein wurde, wurde 1489 einen gotischen Tuffquaderbau mit Netzgewölbe errichtet. Im Jahr 1818 entstand mit dem Gemeindeedikt die heutige Gemeinde Baiern, deren Name Baiern wiederum vom Weiler Jakobsbaiern abgeleitet wurde. Der Turmoberbau mit Spitzhelm der Kirche in Berganger stammt von 1891, die Kirche wurde 1911 erweitert.

## Baudenkmäler
Siehe: Liste der Baudenkmäler in Berganger